# Platystele lawessonii
Platystele lawessonii är en orkidéart som beskrevs av Carlyle August Luer. Platystele lawessonii ingår i släktet Platystele och familjen orkidéer. Inga underarter finns listade i Catalogue of Life.